# 유야 아츠코
유야 아츠코(일본어: 湯屋 敦子 ゆや あつこ[*]/Atsuko Yuya, 1968년 9월 1일 ~ )는 일본의 여자 배우, 성우다.

## 출연 작품

### TV 애니메이션
1996년
- B'tX(아라미스)
- 명탐정 코난(사토 미와코)

2004년
- 조이드 퓨저스(산드라)
- 따끈따끈 베이커리(아즈사가와 유키노)
- 마리아님이 보고 계셔~봄~(호시나 에이코)
- 미도리의 나날(사와무라 린)

2006년
- 펌프킨 시저스(뮤제 카우프란)
- 코요테 래그타임 쇼(안젤리카)

2010년
- 카타나가타리(츠루가 메이사이)

### OVA
1993년
- 오늘부터 우리는!!(미츠하시 어머니)

### 극장판
1997년
- 명탐정 코난(사토 미와코)

2005년
- 은발의 아기토(제시카)

2008년
- 명탐정 코난: 전율의 악보(사토 미와코)

2021년
- 명탐정 코난: 비색의 부재증명(사토 미와코)

2022년
- 명탐정 코난: 할로윈의 신부(사토 미와코)